# Aage Emborg
Aage Lavrsøn Emborg (27. juni 1883 i Ringe – 28. august 1953) var en dansk komponist og musiklærer. Bror til komponisten Jens Laursøn Emborg.
Aage Emborg var søn af friskolelærer Lavrs Rasmussen og hustru Hansine, født Jensen; gift 17. oktober 1908 med Karen Margrethe, født Schultz, født 29. marts 1880 i Aalborg.
Han blev uddannet som lærer fra Vordingborg Seminarium i 1904.
Statens Kursus i sang og musik. Studieophold i Berlin 1922. Studierejse til Finland 1924.
1904 lærer ved Ringe Uddannelsesskole for Lærere og Lærerinder til Friskoler. 1906 Odense (P. Møller).
Fra 1907-1910 var han musik- og sanglærer ved Horsens Kvindeseminarium og derefter ved Silkeborg Seminarium. I denne egenskab deltog han i byens musikliv som udøvende og komponist.
Fra 1917 formand for Silkeborg Musikforening.

## Musik
- Fire Sange omkring Julen (Aage og Ejnar Emborg)
- Høslet (blandet kor, soli og strygere med Klaver)
- Ved Gudenaa (kor, solist, strygeinstrumenter, fløjte og klaver)
- Jul
- Dannebrog: Lad os hejse vort Flag
- Midsommervise
- Vandrevise
- Øresund: "Vi kom ved Kronborg"
- 18 Sangøvelser til Skolebrug
- Syng! Tolv Korsange med Musikledsagelse for Seminarier, Højskoler og Ungdomsskoler (arrangementer af bl.a. Aage og Ejnar Emborg)

## Læs mere
- Aage Emborg, som en røst fra Silkeborg
- og et svar
- Aage Emborg som orkesterleder